# Generador homopolar

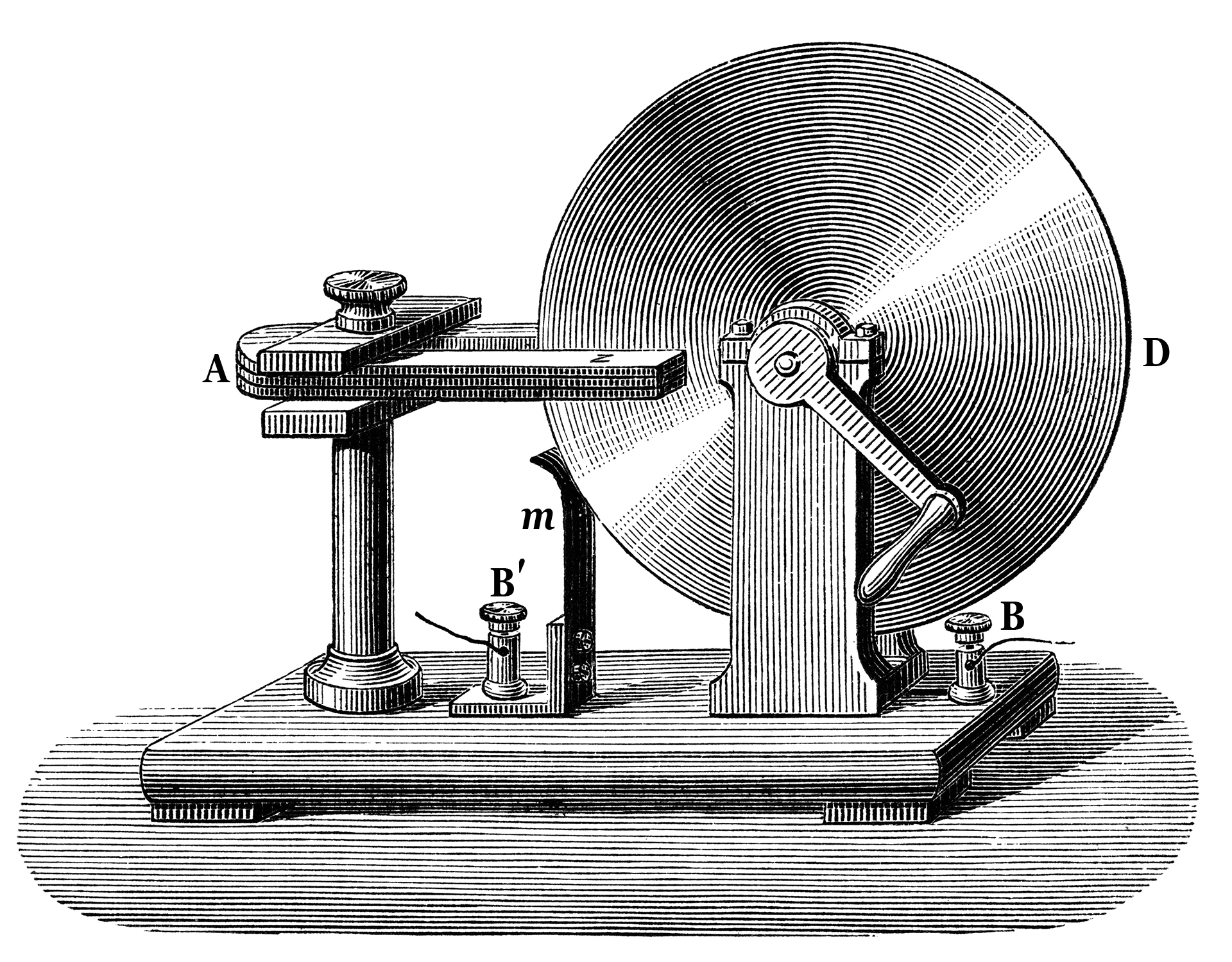
Disc de Faraday, el primer generador homopolar

Un generador homopolar és un generador elèctric de corrent continu que comprèn un disc o cilindre elèctricament conductor que gira en un pla perpendicular a un camp magnètic estàtic uniforme. Es crea una diferència de potencial entre el centre del disc i la vora (o els extrems del cilindre) amb una polaritat elèctrica que depèn de la direcció de rotació i de l'orientació del camp. També es coneix com a generador unipolar, generador acíclic, dinamo del disc o disc de Faraday. La tensió sol ser baixa, a l'ordre d'uns quants volts en el cas de petits models de demostració, però els grans generadors de recerca poden produir centenars de volts, i alguns sistemes tenen múltiples generadors en sèrie per produir un voltatge encara més gran.  Són inusuals perquè poden generar un corrent elèctric enorme, més d'un milió d'ampers, perquè el generador homopolar pot tenir una resistència interna molt baixa

## El disc de Faraday

Disc de Faraday

El primer generador homopolar va ser desenvolupat per Michael Faraday durant els seus experiments el 1831. Sovint s'anomena Disc de Faraday en el seu honor. Va ser el començament de la dinamo moderna és a dir, un generador elèctric que funciona amb un camp magnètic. Va ser molt ineficient i no va ser usat com una font d'energia pràctica, però va mostrar la possibilitat de generar energia elèctrica mitjançant magnetisme.
El disc Faraday va ser principalment ineficient a causa dels contrafons de corrent. Tot i que el flux de corrent va ser induït directament per sota de l'imant, el corrent circularia cap enrere en regions fora de la influència del camp magnètic. Aquest comptador limita la potència de sortida als cables de recollida i indueix l'escalfament de residus del disc de coure. Els generadors homopolars més endavant resoldrien aquest problema mitjançant l'ús d'una sèrie d'imants disposats al voltant del perímetre del disc per mantenir un camp constant al voltant de la circumferència i eliminar àrees on es pot produir el flux contrari.